# Tla-o-qui-aht

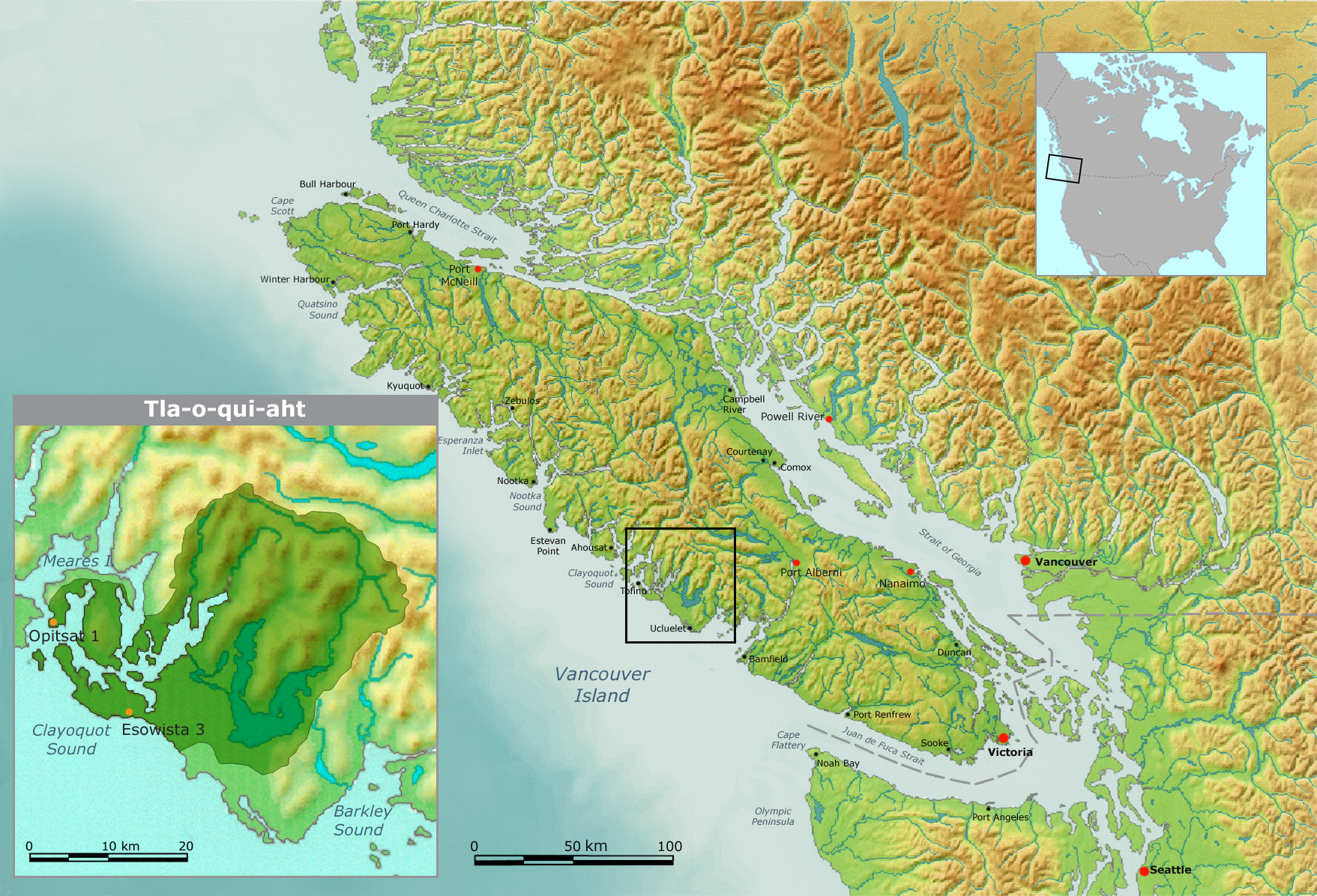
Traditionelles Territorium der Tla-o-qui-aht und Hauptreservate

Die Tla-o-qui-aht (tla7uukwi7ath) (früher Clayoquot) sind kanadische Indianer, die auf der Vancouver-Insel an der Pazifikküste leben. Sie sprechen Wakash und gehören zu den Nuu-chah-nulth. Gegenüber der Regierung wurden sie bis 2008 vor allem durch den Nuu-chah-nulth Tribal Council vertreten.
Sie nennen sich offiziell Tla-o-qui-aht First Nations. Der Name bedeutet „Volk, das anders ist, als es einst war“.
Von den insgesamt 968 Tla-o-qui-aht (Mai 2010) leben 321 in den 12 Reservaten mit insgesamt rund 350 ha Fläche. Weitere 23 leben in anderen Reservaten, der überwiegende Teil, 624 Tla-o-qui-aht, lebt außerhalb. Die Reservate befinden sich auf Meares Island und dem südöstlich davon gelegenen Indian Island, dazu im Clayoquot Sound am Nordufer des Heynen Channel, auf Ehachis Island und an der Wickaninnish Bay, dazu kommen weitere Gebiete im Umkreis des Kennedy Lake. Hauptwohnorte sind Opitsat auf Meares Island und Owista, das zwischen dem Pacific-Rim-Nationalpark und Tofino liegt.

## Geschichte

### Frühgeschichte
Die Geschichte der Tla-o-qui-aht geht mindestens bis ins 8. Jahrhundert zurück. Die mündliche Überlieferung verbindet den Stamm mit dem Dorf T'akw'aa im westlichen Barkley Sound. Der berühmteste Häuptling war Wickaninnish, ein Zeitgenosse von James Cook und John Meares.

### John Meares
Am 12. Juni 1788 sah John Meares von seinem Schiff den Berg, der die Insel Meares so markant überragt. Am nächsten Morgen besuchten mehrere Kanus das Schiff. Die beiden Häuptlinge, „Hanna“ and „Detootche“, waren, wie ihre Männer, offenbar ohne Furcht. Sie waren überaus freundlich, schüttelten jedermann an Bord die Hand und luden sie zum Besuch ein.
Doch Meares wollte den großen Häuptling Wickaninnish kennenlernen. Meares wurde zu einer Feier eingeladen und bewunderte die reiche Tafel und die Fischotterfelle. Die Pfähle des Hauses waren so groß, dass sie die Hauptmasten eines großen Seglers überragt hätten. Meares und Wickaninnish vereinbarten, dass der Häuptling für Pelze sorgen, und dass der Kapitän im nächsten Jahr zurückkehren würde. Meares überreichte dem Häuptling Geschenke, darunter Pistolen und Musketen, dafür erhielt er 150 Otterfelle.
Doch 1789 gerieten die vier Schiffe, die Meares ausgesandt hatte, in den Konflikt zwischen Großbritannien und Spanien um die Vorherrschaft in der Region. Seine Schiffe wurden von der Flotte des spanischen Kapitäns Don Esteban José Martínez geentert und seine Mannschaften Richtung Südamerika gebracht. Meares brachte im Mai 1790 eine Petition im Unterhaus ein. Doch der Konflikt wurde erst durch die Nootka-Abkommen von 1790 bzw. 1794 beendet.

### Fort Defiance
Am 18. Februar 1791 erschien die Columbia Rediviva aus Boston, ein US-amerikanisches Schiff unter dem Kommando von Robert Gray, erstmals im Clayoquot Sound. Doch die anfangs gute Nachbarschaft währte nicht lange. Als Attoo, ein Hawaiier, zu den Indianern desertierte, nahm Gray kurzerhand Tootiscosettle, den älteren Bruder des Häuptlings Wickaninnish, gefangen und tauschte ihn gegen den Deserteur aus. Danach segelte Gray weiter nach Norden, um Pelze zu erwerben, dann wieder südwärts bis Cape Flattery. Schließlich kehrte er nach Meares Island zurück, um hier zu überwintern, wozu er eigens Ziegel an Bord führte. So errichteten seine Männer ab Anfang Oktober 1791 einen Posten namens Fort Defiance, rund 5 km nordöstlich von Opitsat, dem Hauptort der Tla-o-qui-aht (im Adventure Cove im Lemmens Inlet auf Meares Island). Gray, der im März des folgenden Jahres das Winterlager abreißen ließ, schickte am 27. März 1792 John Boit aus, um Opitsat niederzubrennen. Die Tla-o-qui-aht waren rechtzeitig geflohen, und am 2. April verließ Grays Schiff den Clayoquot Sound.
Opitsat wurde zwar schnell wieder aufgebaut, doch der Vorgang wurde nie vergessen (s. u.).

### DieTonquin-Katastrophe
Eine der größten Katastrophen ihrer Geschichte ereilte die Tla-o-qui-aht im Juni 1811, als ein Pelzhändlerschiff im Clayoquot Sound ankerte. Häuptling Nuukmis fühlte sich von den Händlern betrogen und versuchte, das Schiff zu entern. Dabei machten seine Leute, bis auf einen Übersetzer, die gesamte Mannschaft nieder, doch brachte einer der letzten Überlebenden das Schießpulver zur Explosion. Bei dieser gewaltigen Explosion kamen rund 150 Tla-o-qui-aht-Krieger ums Leben. Dieser Verlust war so vernichtend, dass die Frauen sich als Krieger verkleideten, sobald sich ein anderer Stamm ihrem Gebiet näherte. Auch wagte sich auf Jahrzehnte kein Pelzhändler mehr zu ihnen.

### Epidemien und weiterer Bevölkerungsrückgang
Ab den 1820er Jahren erreichten bisher unbekannte Krankheiten wie Pocken und Grippe die Region und dezimierten die Tla-o-qui-aht weiter, ähnlich wie die übrigen First Nations auf Vancouver Island. Die Volkszählungen von 1881 und 1891 zeigen den Bevölkerungsrückgang. Die schon stark dezimierten Tla-o-qui-aht verminderten sich binnen zehn Jahren von 329 auf nur noch 252 Menschen. Dazu wurden ihnen 1889 von Commissioner Peter O’Reilly Reservate zugewiesen.

### Schwindende Ressourcen

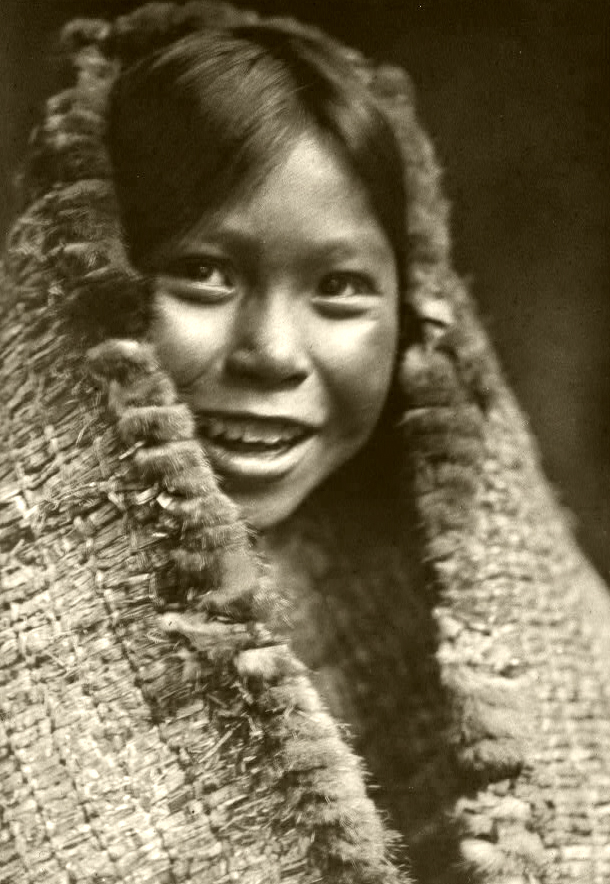
Tla-o-qui-aht-Mädchen in traditioneller Baumfaserkleidung (Edward S. Curtis 1916)

Die Verfügung über ihre natürlichen Ressourcen wurde ihnen nach 1900 Schritt für Schritt entzogen. Zum einen drang, anfangs in bescheidenem Umfang, die Holzindustrie in die abgelegene Region vor. Zum anderen wurde der Anspruch auf Fischereirechte an Individuen vergeben, nicht mehr an die Stämme. Das britische Verständnis von Privateigentum, das an natürliche oder juristische Personen gebunden ist, verdrängte zunehmend die dazu nicht passende Eigentumsvorstellung der Tla-o-qui-aht.
Ab 1920 wurde das System der Residential Schools eingeführt. Alle Kinder der First Nations zwischen 7 und 15 Jahren mussten diese Schulen besuchen. Dieses System sollte anfangs zu einem der Haupthebel der Assimilationspolitik werden. Doch führten die gewalttätigen Verhältnisse an diesen Schulen bis 1983, als die letzte dieser Schulen (in Tofino) geschlossen wurde, zu einer Welle von Klagen, die bei den Gerichten zu detaillierten Dokumentationen der Verhältnisse führten. Sowohl die kanadische Regierung als auch die betreffenden Betreiber, vornehmlich die Kirchen, entschuldigten sich zwar bei den Opfern, doch die Wiedergutmachung läuft nur schleppend.
Dabei war die zunehmende Selbstorganisation der Nuu-chah-nulth im Stammesrat seit 1978, dazu eigene Unternehmen, die die natürlichen Ressourcen in die Hand bekommen sollten, ein hilfreicher Schritt, der ohne internationale Unterstützung im Streit um den Clayoquot Sound wohl nicht erreicht worden wäre.
Andererseits führten die aufgezwungenen Indianergesetze (Indian Act) zu internen Machtstrukturen, die nicht nur in Gegensatz zu den traditionellen Repräsentationsformen standen, sondern Korruption und Vetternwirtschaft förderten.

### Der Prozess von 1984/85
1984 riefen die Tla-o-qui-aht die unmittelbar von Abholzung bedrohte Meares-Insel einseitig zum Tribal Park aus und verlangten – erstmals – den Schutz in Anerkennung ihrer kulturellen Autonomie. Als sie Meares Island als ihr Kultur- und Naturerbe beanspruchten, und ihr Stammesrat diesen Anspruch vor Gericht durchsetzen wollte, suchte der Nuu-chah-nulth Tribal Council jemanden, der sich mit der Geschichte der Region auskannte. Die Wahl fiel auf Barry Gough.
Die Prozessgegner waren die Regierung von Kanada (bzw. die Britische Krone), die Provinzregierung und der damals größte Holzkonzern, MacMillan Bloedel. Die Rechtsanwälte Jack Woodward, David Rosenberg und Paul Rosenberg wurden engagiert. Tom Berger vertrat die Streitsache, bei der es um die so genannte Tree License 44 ging, die MacMillan Bloedel Holzeinschlagrechte zusicherte. Der Rat der Nuu-chah-nulth, von den Friends of Clayoquot Sound, dem Western Canada Wilderness Committee und dem Sierra Club unterstützt, erreichte 1985 vor Gericht, dass die Baumfällungen eingestellt wurden.
Zuvor hatte MacMillan Bloedel versucht, vollendete Tatsachen zu schaffen, indem ein Schiff mit Holzfällern, die sich auch durch mehrere Dutzend Boote nicht aufhalten ließen, zur Insel fuhr. Doch Moses Martin, der gewählte Chief Councellor der Tla-o-qui-aht, las aus der Holzeinschlaglizenz von 1905 vor, mit der MacMillan Bloedel seine Ansprüche begründet hatte. Darin wurden aber alle „plots, gardens und grounds“ der Indianer vom Holzfällen ausgeschlossen. Moses Martin sagte den angerückten Holzfällern, die Insel sei ein Tribal Park, der Garten seines Volkes, und, dass sie als Besucher willkommen seien, aber nicht als Holzfäller.
Inzwischen hatten Archäologen und Baumexperten zahlreiche historische Stätten entdeckt. Victoria und Ottawa akzeptierten erstmals die Forderungen der First Nations und beendeten die Abholzung.
Im Mai 2009 lebten in ihren Reservat 312 Menschen, weitere 23 Tla-o-qui-aht in anderen Reservaten, 619 außerhalb der Reservate – insgesamt 954 Angehörige des Stammes.

### Rückkehr zur Tradition
Ab 2005 begannen die Tla-o-qui-aht einen Weg einzuschlagen, der von dem der meisten anderen Stämme deutlich abweicht. Während sie noch, wie die meisten First Nations, Verhandlungen über ihre Landrechte mit der Regierung führten, nahm die Opposition gegen die Aufgabe von Landrechten zu. Die Verhandlungen gerieten ins Stocken. So wollten sie ihre Gedanken zur Verteilung der Binnenrechte und der Ordnungsvorstellungen, der Machtordnung und des Verhältnisses zu ihrer natürlichen Umgebung stärker an der Tradition orientieren, solange die Älteren im Stamm noch lebten. Dabei stand die Idee der Rekonstruktion traditioneller Vorstellungen mit Hilfe der mündlichen und schriftlichen Überlieferung, aber auch von archäologischen Quellen und Filmen, Interviews und des Abgleichs mit individuellen Erinnerungen, im Vordergrund.
2005 begann also ein Prozess der Wiederherstellung des traditionellen Regierungssystems. Diese sollte einen Kompromiss zwischen Tradition und modernen Anforderungen darstellen. Da aber die Tradition oft unklar war und dementsprechend in Frage gestellt wurde, sollte die Rekonstruktion und Klarstellung der „Verfassung“ (Huupikwanum) das nächste Ziel sein.
Bis dahin war es so, dass die Band nach dem Portfoliosystem arbeitete, d. h., wie in jeder Band übernahmen die Gewählten die Zuständigkeit für bestimmte Bereiche wie Waldnutzung, Fischerei, Bildung, Vertragsverhandlungen usw. Jedes Ratsmitglied musste also geschult werden, was hohe Kosten verursachte. Andererseits gab es keine Stellenbeschreibungen, die Zuständigkeiten abgrenzen und Budgets zuwiesen. Zudem erfolgte die Wahl immer nur auf zwei Jahre.
Am deutlichsten hatte sich das Verhältnis der Häuptlinge zu ihren Leuten verändert. Das bis 1951 verbotene Potlatch stellte im traditionellen Regierungssystem einen unverzichtbaren Bestandteil dar. Das hing zum einen damit zusammen, dass die Häuptlinge hier ihr Ansehen befestigen konnten. Diese umfangreichen Verschenkfeste befestigten also den Respekt und die Hochachtung der Maastchim, der Stammesangehörigen, für den Ha'wiih, den traditionellen Häuptling. Die Verteilung von Gütern fand also in den Potlatches bis 1951 nicht mehr statt, die Häuptlinge erhielten aber auch keine Güter und Geschenke mehr zum Verschenken. Die Armen wandten sich nicht mehr um Hilfe an die Häuptlinge, sondern an den Indianeragenten, bzw. den Staat.
Zwar wurde der Potlatch 1951 wieder zugelassen, doch 1958 entkleidete der Indian Act den Erbhäuptling (hereditary Chief) auch formal seiner Macht. Kanada richtete einen Wahlhäuptling mit einem Ratsgremium (Council) ein. Die Rolle des Ha'wiih, des traditionellen Erbhäuptlings, wurde marginalisiert. Man brauchte ihn und sein gesamtes Unterstützungsnetzwerk nicht mehr.
Durch die Schaffung von Reservaten verlor der Ha'wiih und sein Maastchim außerdem den freien Zugang zu seinem Haahuulthii, dem in ihren Rechten und Pflichten auf viele Personen und Familien verteilten, räumlich und rechtlich stark zergliederten und ursprünglich unveräußerlichen Stammesgebiet. Dazu kam, dass Fischerei- und Waldlizenzen den Zugang zum Haahuulthii an Individuen banden, den Rest des Stammes also ausschlossen.
Der Indian Act bestimmte weiterhin, dass jedes Band Council (Stammesrat) aus einem Chief und einem Councilor pro 100 Stammesmitglieder bestehen musste. Es mussten dabei mindestens zwei, maximal 12 Berater eingesetzt werden. Die Tla-o-qui-aht übernahmen dieses System 1958. Doch von Anfang an fürchtete man, dass der erste gewählte Häuptling, Frank Charlie, vom Indianeragenten kontrolliert würde. Er selbst war sich darüber im Klaren, dass er nicht die Achtung seines Volkes hatte, denn die Familien, die bisher einen Anteil an der Macht hatten, waren nun ohne Funktion. Die Macht lag also in wenigen Händen und nur wenige Familien profitierten davon. Da zudem wenige Arbeitsplätze verfügbar waren, zirkulierten die wenigen staatlich finanzierten Stellen im Stammesbüro (band office jobs) innerhalb der mächtigen, „neuen“ Familien. Viele betrachteten diese Stellen als eine Art Pfründe der gewählten Häuptlings- und Beraterfamilien.
Noch verschärft wurde das Problem dadurch, dass die außerhalb des Reservats lebenden Tla-o-qui-aht nicht wählen durften, was den Stamm zu spalten drohte, und die in den Städten lebenden Stammesmitglieder politisch entmündigte. Die im Reservat verbliebenen, die nicht zu den gewählten Familien zählten, lebten in Arbeitslosigkeit und großer Armut.

### Wiederherstellung der traditionellen Gesellschaft
Vor diesem Hintergrund wollte man 2005 in acht Tagungen einen Weg finden, um das traditionelle Herrschaftssystem möglichst genau zu rekonstruieren, um es in einem zweiten Schritt den heutigen Anforderungen anzupassen. Der erste Weg war die Befragung der Elders, also der älteren Männer und Frauen.
Die Unterschiede zwischen dem derzeitigen, an europäischen Rechts- und Herrschaftsvorstellungen orientierten Regierungssystem und dem der traditionellen Gesellschaft zeigen sich schon in den Grundbegriffen. Die führenden Häuptlinge wurden in ihrer Gesamtheit Ha'wiih genannt. Sie sind für Haahuulthii verantwortlich, ein Begriff, der oftmals und falsch als traditionelles Gebiet der Häuptlinge übersetzt wurde. Haahuulthii schließt aber die Verantwortung für bestimmte Flussläufe, Tiere, Speisen, Medizin, Lieder, Masken, Namen, Tänze und Zeremonien mit ein. Durch Vererbung oder Heirat werden diese Verantwortlichkeiten weitergereicht. Er selbst ist dem Schöpfer verantwortlich, gelegentlich wird sogar angenommen, der Schöpfer habe ihn selbst überantwortet.
Die Tla-o-qui-aht waren nach Häusern und Familienclans organisiert. Alle, die von bestimmten Lineages (Verwandtschaftslinien) abstammten, gehörten zu einem bestimmten Haus. Jedes Haus hatte ein Oberhaupt (Head of the House), Männer und Frauen, die im Entscheidungsfindungsprozess eine wichtige Rolle spielten. Sie wurden als Elders oder Ta'ii aqkin bezeichnet, waren also nicht einfach nur die Ältesten. Haus und Maastchim, also die einzelnen Leute des Häuptlings, hatten Zugang zu Namen, Liedern, Flussläufen und Land, das zum Haahuulthi ihres Ha'wilth gehörte. Daher fiel jedes dieser Häuser unter des Häuptlings Besorgnis, hatte aber auch Zugang zu seinem Haahuulthii. Jeder Ha'wilth kann mehrere Häuser dieser Art "haben", also viele Ta'ii aqkin. Der Ha'wiih hatte somit eine Art Schutzauftrag für den Haahuulthii der Tla-o-qui-aht, und die Ta'ii aqkin hatten Zugang zum Haahuulthii des Ha'wilth.
Der Reichtum eines Häuptlings hing vom Reichtum seiner Leute und seines Haahuulthii ab. Die Ha'wilth erledigten nicht alle Aufgaben selbst, sondern schickten Advisors, iihpiit genannt, die ihn auch in diesen speziellen Angelegenheiten berieten.

#### Rangordnung
Bei jeder Art von Versammlung wurde der Rang durch die Sitzordnung nach dem Senioritätsprinzip für alle hör- und sichtbar befestigt. Die Sitzordnung der Ha'wiih wird vom Seating Master, einer Art Zeremonienmeister festgelegt. Eine Verletzung dieser Ordnung konnte als respektlos betrachtet werden. Daher musste der Seating Master die Rangordnung sehr genau kennen. Anfangs beanspruchten bei den Tla-o-qui-aht sechs Lineages den Titel Ha'wilth. Diese sind Alex Frank, George Frank, dann Ray Seitcher, Howard Tom, Robert Martin und Bruce Frank. Für diesen Rangvorsprung gibt es allerdings keine anerkannten Titel, denn durch Ehen, Amalgamationen und Teilungen blieb die Rangordnung im Fluss, führte aber auch zu Unklarheiten.

#### Konsensprinzip
Da wo das Haahuulthii des Häuptlings direkt betroffen war, war seine Entscheidung unumstößlich, das galt auch für sein Vetorecht. In allen anderen Gebieten galt geradezu Konsultationspflicht und vor allem der Grundsatz der Einstimmigkeit. So wurde der Konsens zwischen Advisors (und Häuptling) durch wechselnde Reden erreicht, bis die Grundidee von allen akzeptiert werden konnte. Bis zur Erklärung der Entscheidung vor der „Öffentlichkeit“ konnte dabei sehr viel Zeit verstreichen, doch das tat dem in hohem Ansehen stehenden Prozess keinen Abbruch.

#### Ideal
Das Idealbild des Häuptlings war sehr anspruchsvoll. Schon während der Schwangerschaft wurde der zukünftige Häuptling in seinen Aufgaben unterrichtet. Außerdem wurde er mit besonderen Kräutern schon im Säuglingsbett versorgt, damit er körperlich und geistig erstarkte. Er sollte ein gutes, wandelndes Beispiel im Dorf abgeben. Er sollte auf alle achten, nicht nur auf seine Familie und seinen Stamm. Weise und wissende Berater umgaben ihn. Er plante und entschied nichts allein. Der Häuptling lernte ein Leben lang. Ein Ha'wilth sollte dennoch bescheiden, dankbar und freundlich gegenüber seinen Leuten sein. Er wurde anerkannt, weil er das komplexe Verhältnis auf Gegenseitigkeit mit seinem Volk anerkannte. So sind ein ausgeglichenes und respektvolles Leben, dazu Feiern mit seinen Maastchim wichtige Grundlagen, um Achtung zu erlangen.
Ein gegenüber den traditionellen Lehren respektloser Häuptling, also einer, der ein Leben ohne Balance führte, das nicht ehrwürdig war, verwirkte den Anspruch auf Achtung. Er konnte sein Amt verlieren, ebenso wie sein Sohn, wenn er keinen angemessenen Lebensstil führte, so dass er sein Erbe verlieren konnte. Die Häuptlingschaft ging dann an den nächst älteren Sohn, oder an den Sohn eines Bruders über.

#### Übergangsprobleme
Der Übergang zum traditionellen Regierungsmodell unter den gegenwärtigen Bedingungen, so war man sich 2005 einig, musste sorgsam geplant sein. Dazu wurden acht Treffen mit Tla-o-qui-aht-Historikern angesetzt und ihr Wissen dokumentiert. Dazu mussten die richtigen Ratgeber (iihpiit) benannt und versammelt werden. Außerdem mussten alle relevanten Gruppen und Individuen, wie der gewählte Häuptling, seine Berater, Ha'wiih und Elders geladen sein. Schon die Durchführung erfolgte traditionsgemäß mit Eröffnungsgebet und Geleitwort, konsensbasierter Entscheidung, aber auch der Berücksichtigung noch ungeborener Generationen, wie es heißt. Entsprechend der üblichen Gastfreundschaft wurden alle Elders mit Speisen versorgt.

#### Präzisierung der Tradition
Ein Häuptling mit einem respektlosen Lebensstil musste entfernt werden können, um andere nicht abzuschrecken. Dabei konnte der neue Häuptling, meistens sein Sohn, die Stellung nur in seinem Namen erhalten. Der zurückgetretene Häuptling führte im Hintergrund weiterhin die Zügel, während der junge Häuptling Zeit zum Lernen und zum Aufbau anerkannten Respekts fand.
Das Ha'wiih- und Haus-System wurde als ideal betrachtet, um eine Nation zu führen, bei der die Mehrheit nicht im Haahuulthii lebt (kaum jeder dritte Tla-o-qui-aht lebt im Reservat). So erlangten die Hausvorstände die Verantwortung für Vertretung und Information aller Mitglieder zurück. Der Abstand zwischen dem traditionellen System und dem aktuell gültigen war in der Praxis allerdings recht gering, da die meisten Häuser sowieso ihre Vertreter in die Versammlung wählten, und auch die Art des Umgangs ähnlich geblieben war. Unter diesen Grundannahmen fand am 27. April 2005 das erste Treffen statt.
Unter Vorlage einer Kopie aus dem Band-Büro wurden die bisherigen Annahmen von der Rangordnung, der Namen der Häuptlinge und „Unterhäuptlinge“ (sub-chiefs) genannt, eine Übersicht über das Ha'wiih und seine Häuser sowie eine Karte des Tla-o-qui-aht-Haahuulthii erstellt. Marie Martin („Grandma Precious“) eröffnete die Versammlung mit Gebeten und einer Ansprache. Widersprüche zwischen den mitgebrachten Vorlagen und der gebräuchlichen oder umstrittenen Rangfolge und der Herkunft der Häuptlinge wurden festgestellt.
Beim 3. Treffen am 30. Mai 2005 wurden die Verantwortlichkeiten der Ha'wiih festgestellt, dazu der Prozess der Enthebung bzw. Wiedereinsetzung präzisiert. Außerdem, so stellte man fest, fehlte völlig das Tiikawiilth, das einem Parlamentskabinett ähnlich war.
Die Fischereiaufsicht lag bei den so genannten Tsatsook. Sie beaufsichtigen die Flussläufe, schlossen sie auch bei Bedarf, zum Beispiel wenn die Fische laichten. Vor allem bestimmten sie die Zahl der Fische, die gefangen werden durften. Dabei wurde klar, dass mancher Tiikawiilth fälschlicherweise als Ha'wiih galt.
Probleme bereitete die Frage, wie man mit ausgestorbenen Linien von Häuptlingschaften umgehen sollte. Dabei wurde deutlich, dass das Verschwinden einer Sprache zu gravierenden Missverständnissen führt, wenn also, wie im Fall der Tla-o-qui-aht, Nuu-chah-nulth-Begriffe ins Englische übertragen werden: So zeigte sich, dass mancher „Sub-Chief“ eher ein Tiikawilth, ein Unterstützer des Ha'wiih war, doch der Titel existiert im Englischen nicht. Tiikawilth bezieht sich auf den Sitz in einem Langhaus. Er hatte gegenüber dem Ha'wiih Verantwortung und wurde gelegentlich bei großen Feierlichkeiten für seine Hilfe geehrt. So war der Ha'wiih Robert Martin, dessen Familie einer dieser Unterstützer war, mit dem Anspruch auf einen Ehrenplatz ausgestattet. Mangels eines anderen Begriffs bezeichneten ihn viele fälschlich als „Chief“.
Die Frage, wie eine Würde übertragen wird, wurde ebenfalls kontrovers diskutiert. Die Häuptlingschaft des Moochink war insofern Auslöser, als er Chester Brown gebeten hatte, nach seinem Ableben seine Würde zu übernehmen, doch der lehnte genauso ab wie Alex Frank. Es blieb folglich unklar, wer den Titel erben sollte, so dass die Elders nach Kriterien suchten. Um den Titel weitergeben zu können, musste sich der Ha'wiih mit den Advisors beraten, sich jedoch nicht mit seiner Familie unterhalten, die nur durch seine Taapaatsii (Berater) auf dem Laufenden gehalten wurde. Die Taapaatsii halfen bei der Auswahl des Nachfolgers innerhalb des Hauses des Häuptlings, um Streitigkeiten zwischen dem Häuptling und seinem Haus zu vermeiden.
Ein ungeeigneter Häuptling konnte auf Zeit von seinem Amt entfernt werden, behielt aber seinen Titel, während ein geeigneter Kandidat sein Amt führte.
In der Beratung am 2. Juni. zeigten sich weitere Probleme:
Vor 7 bis 9 Jahren hatte der Ha'wiih Geschenke von Moochink und der Robert-Martin-Familie bei einem Potlatch angenommen. Das führte seinerzeit zu dem Missverständnis, dass durch Annahme eines solchen Geschenks der Rang anerkannt wurde. Dieser Vorgang ist symptomatisch für eine Gesellschaft, in der symbolische Handlungen eine überaus große Bedeutung haben.
Auf Grundlage dieser Einigung kam man in den Sitzungen am 13. Juni und 7. Juli zum Ergebnis, dass die Regelung der inneren Verhältnisse auch wichtig für die Vertragsverhandlungen mit Kanada und generell für die Außenbeziehungen der Tla-o-qui-aht war. Daher wurden Familienstammbäume erstellt, Abstammungslinien präzise geklärt und dazu Schriftquellen herangezogen (vor allem aus dem Band Office), deren Ausdeutung man den Historikern überließ.
Dennoch konnte man auch am 14. Juli noch immer nicht die Frage beantworten, wer nun Haa'wiih sei. Die verbleibenden unklaren Fälle sollten geladen werden, um ihnen Gelegenheit zur Erklärung zu geben, wovon sich ihr Status ableitet.
Dennoch konnten die Werkzeuge der inneren Herrschaft bestimmt werden. Häuptlingsnamen und Regalien waren von größter Bedeutung für die Weitergabe von Würde und Respekt an den nächsten Ha'wiih. Ratgeber und Haushalte wurden in den Entscheidungsprozess einbezogen, um für die besten Entscheidungen zu sorgen, und um den Respekt aufrechtzuerhalten. Außerdem empfahl man, dass Ha'wiih ihre Sprecher nur bei Feiern und nur für gute Nachrichten einsetzen sollten. Als unverzichtbare Bestandteile des Regierungssystems wurden die Berater, die Sprecher, starke Namen, Tiikawiilth und Häupter oder Vorsteher der Haushalte festgestellt. Außerdem konnte nun festgestellt werden, dass mündliche Überlieferungen und schriftliche Quellen nicht mehr im Gegensatz zu den Gedanken der Elders standen.
Am 22. August. stellte die Versammlung fest, dass die Häuptlingschaft Robert Martins unklar blieb, weil er nicht erschienen war.
Nun kamen Konflikte zu Tage, die dadurch entstanden waren, dass das Recht, ein bestimmtes Gebiet zu besetzen, dem Konzept des Haahuulthii zuwiderlief. So hatten manche Familien Landstellen für den Bau ihrer Familienhäuser erhalten (ma'uas), doch beanspruchten diese Familien nun das Haahuulthii. Zur Klärung sollten ältere Aufnahmen angesehen und gehört werden, die im Archiv des Nuu-chah-nulth Tribal Council und in den Bibliotheken der Elders Nelly Joseph und Marie Martin lagen.
Um Missverständnisse und Unklarheiten zu vermeiden, sollten auch Prozessakten und die Materialien zur Vorbereitung der Verhandlungen mit der Regierung hinzugezogen werden. Sie sollten über den Nuu-chah-nulth Council beschafft werden.
Nach diesen acht Sitzungen ergingen folgende Beschlüsse und Empfehlungen: Zum einen sollte eine Sammlung und Sichtung aller Informationen, Aufnahmen, Transkripte, Tonbänder aus dem Department of Indian Affairs, den Archiven, auch aus Ottawa, den Transkripten des Meares Island Court Case (Prozessakten, die im Streit um Meares Island entstanden waren), Audioaufnahmen verschiedener Elders (aus persönlichen Beständen), dazu die beim Nuu-chah-nulth Tribal Council liegenden Maht Mahs, Videoaufnahmen von der Nuu-chah-nulth-Hawiih-Haahuulthii-Präsentation während der Eröffnung der Vertragsverhandlungen mit Kanada. Diese Bänder sollten auf DVD verfügbar gemacht werden.
Danach sollten auf Versammlungen der Elders und aller Ha'wiih alle Ergebnisse vorgelegt werden. Erst dann sollte der nächste Schritt ins Auge gefasst werden. Ansonsten sollten sich Ha'wiih und angemessene Iihpiit einigen.
Dieser Schritt, die Präsentation und Diskussion unter Einschluss aller Leitlinien, die zur Entscheidung geführt hatten, war die Voraussetzung dafür, dass nun endlich alle Stammesmitglieder von den Entscheidungen in Kenntnis gesetzt wurden.
Im nächsten Schritt sollten die speaking-masters der Häuptlinge und die Tiikawiilth identifiziert werden. Eigens bestimmte Beachkeeper sollten die Gewässer- und Küstenaufsicht verbessern und gegebenenfalls Gäste empfangen. Seating masters sollten bestimmt und eingearbeitet werden, um zukünftig Rangstreitigkeiten zu vermeiden, und damit auch die Helfer des Häuptlings geehrt und richtig platziert werden. Dann sollten alle Häuser identifiziert und richtig zum jeweiligen Ha'ilth zugeordnet werden. Dazu sollten ihre Haushaltsvorstände gewählt werden, die wiederum für ihre Häuser sprechen. Schulung und Unterrichtung in diesen Dingen erfolgte durch die Elders. Schließlich sollte eine sorgsame Prüfung der verfügbaren Werkzeuge erfolgen, um eine ehrwürdige und verlässliche Amtsführung des Ha'wiih zu gewährleisten, ebenso wie die eventuelle Ab- und Wiedereinsetzung eines Häuptlings.
Um sicher sein zu können, dass es bezüglich der Häuptlingswürde nicht wieder zu Missverständnissen kommt, sollten Ha'wiih-Namen nur noch von Ha'wiihs benutzt werden.
Reguläre Strukturen und Abläufe sollten als Mittel zur Übertragung regulärer Herrschaft auf die maastchim dienen. Schließlich sollte die Versammlung fortgesetzt werden, um Kontinuität zu erreichen.
Mit diesem Projekt kehrt eine der größten Gruppen der Nuu-chah-nulth zu einem zentralen Element ihrer Tradition zurück, kurz vor Erlöschen der mündlichen Überlieferung.

### Erfolge beim Erhalt der natürlichen Ressourcen

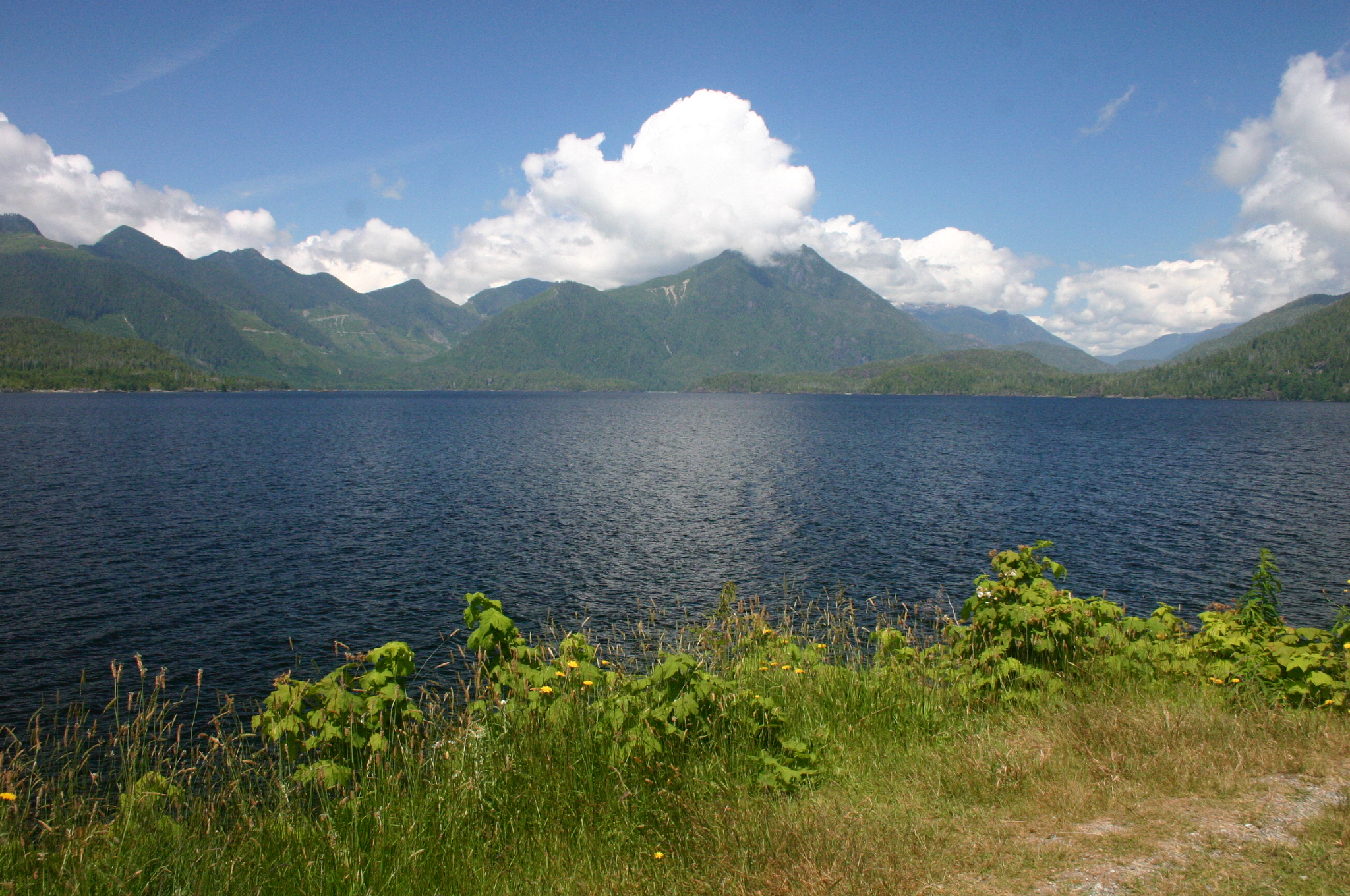
Blick auf den Kennedy Lake vom Highway 4 zwischen Port Alberni und Tofino

Im März 2007 konnten die Tla-o-qui-aht durchsetzen, dass im oberen Kennedy Valley ein 10.000-Acre-Bestand (ca. 40 km²) alten Regenwalds für weitere fünf Jahre geschützt bleibt. 2014 forderte Moses Martin ein Moratorium gegen die Ausbeutung von Bodenschätzen durch das in Vancouver ansässige Unternehmen Imperial Metals an der Fandora site im Tranquil Valley im Clayoquot Sound. Dieses Gebiet befindet sich innerhalb des traditionellen Territoriums der Tla-o-qui-aht, was die Regierung der Provinz zur Berücksichtigung ihrer Mitspracherechte zwingt.
Im November 2009 klagten die Tla-o-qui-aht zusammen mit Ahousaht, Ehatteshaht, Mowachaht/Muchalaht und Hesquiaht auf Zulassung zum kommerziellen Fischfang (Ahousaht Indian Band And Nation v. Canada Attorney General, 2009 BCSC 1494).

### Entschuldigung nach 214 Jahren
William Twombley, einer der Nachkommen jenes Kapitäns Robert Gray, der nicht nur als erster US-Amerikaner die Welt umrundet hatte, sondern der auch 1791 Opitsat hatte niederbrennen lassen, kam Mitte Juli 2005 mit einem Nachbau des damaligen Schiffs zu den Tla-o-qui-aht. Vom Schiff aus verlas er eine ausführliche Entschuldigung für die Entführung und Ermordung eines älteren Bruders des Häuptlings Wickaninnish, und für die Zerstörung von Opitsat.
Der gewählte Häuptling Barney Williams Jr. nahm im Namen seines Stammes die Entschuldigung an und hieß Twombley willkommen.